# Салах Мохсен
Салах Мохсен Шалаби (араб. صلاح محسن شلبي‎; род. 1 сентября 1998) — египетский футболист, игрок каирского клуба «Аль-Ахли» и национальной сборной Египта. Играет на позиции центрального нападающего или вингера. Воспитанник клуба ЕНППИ.

## Клубная карьера

### ЕНППИ
Салах Мохсен является воспитанником клуба ЕНППИ. В чемпионате Египта за первую команду он дебютировал 22 октября 2016 года, выйдя на замену в матче с «Тантой». В начале 2017 года Салах получил постоянное место в команде. 25 февраля в матче с клубом «Миср эль-Макаса» он забил свой первый гол на профессиональном уровне. Всего в дебютном сезоне Мохсен провёл 16 матчей, в которых забил три гола.
В первой половине сезоне 2017/2018 Мохсен демонстрировал высокий уровень игры, забив семь голов и отдав две голевые передачи в 18 матчах чемпионата. На него обратили внимание как ведущие клубы страны, так и ряд европейских команд. Сообщалось, что за 19-летним нападающим наблюдали представители дортмундской «Боруссии», марсельского «Олимпика», турецкого «Трабзонспора», венская «Аустрия», бельгийский «Гент» и пражская «Спарта». С конкретными предложениями по Салаху выступили местные гранды «Замалек» и «Аль-Ахли», однако президент ЕНППИ Абдель-Нассер Мохамед в декабре 2017 года заявил, что клуб не собирается продавать игрока конкурентам по внутреннему чемпионату.

### «Аль-Ахли»
Несмотря на обещания президента ЕНППИ, уже 30 января 2018 года Мохсен, отказавшись от предложений из Европы, перешёл в каирский «Аль-Ахли», с которым заключил контракт на пять лет. Сумма трансфера, по разным данным, составила от 35 до 40 млн египетских фунтов и стала рекордной для внутреннего чемпионата Египта. В составе «Аль-Ахли» Мохсен дебютировал 8 февраля 2018 года в матче с «Эраб Контракторс». 19 февраля в матче с «Аль-Насром» он впервые вышел в стартовом составе и отличился забитым голом. 17 марта состоялся дебют Салаха в Лиге чемпионов КАФ, когда он вышел на замену в матче с габонской «Мунаной». В сезоне 2017/18 Мохсен вместе с «Аль-Ахли» стал чемпионом Египта. Он отмечал, что хочет помочь каирскому клубу выигрывать титулы и рассматривает его как ворота, открывающие путь в один лучших клубов мира.
Сезон 2018/19 Мохсен начал с хорошей результативностью, забив два гола в первых трёх матчах чемпионата Египта. 22 сентября 2018 года, после разгромной победы над гвинейской «Хороей» со счётом 4:0 в четвертьфинале Лиги чемпионов, Мохсен, отметившийся забитым голом, пообещал болельщикам победу в турнире. Однако в первом полуфинальном матче с алжирским «ЕС Сетифом» он получил травму уже на 6-й минуте и покинул поле. Мохсен пропустил ответный матч и первую встречу финала с тунисским «Эсперансом», и смог выйти на поле лишь во втором матче финала, в котором тунисцы оказались сильнее и выиграли турнир. В конце ноября нападающий получил ещё одну травму, растяжение паховых мышц, из-за которого пропустил пять недель и не смог сыграть в предварительном раунде Лиги чемпионов 2018/2019.
С назначением на пост главного тренера «Аль-Ахли» Рене Вайлера в августе 2019 года Мохсен потерял место в основном составе клуба. Проведя за полгода лишь четыре матча во всех турнирах, в январе 2020 года он был отдан в шестимесячную аренду клубу «Смуха».

## Выступления за сборную
В национальной сборной Египта Салах дебютировал 13 августа 2017 года в матче отборочного турнира к чемпионату африканских наций со сборной Марокко. Он не был включён Эктором Купером в заявку сборной на чемпионат мира 2018 года. Новый шанс в сборной Мохсен получил после назначения тренером Хавьера Агирре, который включил его в заявку на матч отборочного турнира к Кубку африканских наций 2019 года со сборной Нигера. В этой игре, состоявшейся 8 сентября 2018 года, Салах забил свой первый гол за сборную.

## Игровая характеристика
Салах Мохсен может играть на разных позициях в атакующей зоне: на месте центрального или оттянутого нападающего, или же на позиции вингера на обоих флангах. При игре на фланге он маневрирует, смещаясь в центр, чтобы выдвинуться на острие атаки или же поддержать её из глубины поля. Отличается высокой скоростью, хорошей техникой и видением поля, умеет находить свободное пространство в защитных порядках команды соперника.

## Статистика выступлений

### Клубная статистика
| Выступление      | Выступление         | Выступление         | Лига | Лига | Кубок | Кубок | Континент | Континент | Прочие | Прочие | Итого | Итого |
| Клуб             | Лига                | Сезон               | Игры | Голы | Игры  | Голы  | Игры      | Голы      | Игры   | Голы   | Игры  | Голы  |
| ---------------- | ------------------- | ------------------- | ---- | ---- | ----- | ----- | --------- | --------- | ------ | ------ | ----- | ----- |
| ЕНППИ            | I                   | 2016/2017           | 16   | 3    | 2     | 0     | —         | —         | —      | —      | 18    | 3     |
| ЕНППИ            | I                   | 2017/2018           | 18   | 7    | 1     | 0     | —         | —         | —      | —      | 19    | 7     |
| ЕНППИ            | Итого               | Итого               | 34   | 10   | 3     | 0     | —         | —         | —      | —      | 37    | 10    |
| Аль-Ахли (Каир)  | I                   | 2017/2018           | 7    | 2    | 1     | 0     | 8         | 2         | —      | —      | 16    | 4     |
| Аль-Ахли (Каир)  | I                   | 2018/2019           | 11   | 2    | 0     | 0     | 2         | 0         | —      | —      | 13    | 2     |
| Аль-Ахли (Каир)  | I                   | 2019/2020           | 1    | 0    | 2     | 0     | 2         | 2         | —      | —      | 5     | 2     |
| Смуха            | I                   | 2019/2020           | 14   | 5    | 1     | 0     | —         | —         | —      | —      | 15    | 5     |
| Аль-Ахли (Каир)  | I                   | 2020/2021           | 6    | 1    | 0     | 0     | 1         | 0         | 2      | 0      | 9     | 1     |
| Аль-Ахли (Каир)  | Итого за «Аль-Ахли» | Итого за «Аль-Ахли» | 25   | 5    | 3     | 0     | 13        | 4         | 2      | 0      | 43    | 9     |
| Всего за карьеру | Всего за карьеру    | Всего за карьеру    | 73   | 20   | 7     | 0     | 13        | 4         | 2      | 0      | 95    | 24    |

1. ↑  Лига чемпионов КАФ.
2. ↑  Клубный чемпионат мира.

### Матчи за сборную
| № | Дата            | Оппонент | Счёт | Голы | Соревнование               |
| - | --------------- | -------- | ---- | ---- | -------------------------- |
| 1 | 13 августа 2017 | Марокко  | 1:1  | —    | Отборочный турнир ЧАН-2018 |
| 2 | 8 сентября 2018 | Нигер    | 6:0  | 1    | Отборочный турнир КАН-2019 |
| 3 | 16 ноября 2018  | Тунис    | 3:2  | —    | Отборочный турнир КАН-2019 |
| 4 | 26 марта 2019   | Нигерия  | 0:1  | —    | Товарищеский матч          |

Итого: сыграно матчей: 4 / забито голов: 1; победы: 2, ничьи: 1, поражения: 1.

## Достижения
- Чемпион Египта (2): 2017/2018, 2018/2019
- Победитель Лиги Чемпионов КАФ (2) : 2020, 2021
- Победитель Кубка африканских наций среди молодёжных команд: 2019